# Clásico de la Villa
El Clásico de la Villa es un partido de fútbol que lo disputan Rampla Juniors Football Club y el Club Atlético Cerro, ambos con sede en la Villa del Cerro de la ciudad de Montevideo, Uruguay. 
Este clásico es el segundo más añejo del fútbol uruguayo, después del Superclásico de dicho país.
Durante el siglo XX y buena parte de lo que va del siglo XXI, fue la rivalidad que más gente convocó en Uruguay después del superclásico entre Nacional y Peñarol. Por lo que fue el segundo enfrentamiento más importante del país. 
En los últimos años ambos equipos han disminuido considerablemente su nivel de convocatoria, y aunque esto ha ocurrido a nivel general en el fútbol uruguayo, la rivalidad moderna entre Danubio y Defensor ha ganado en asistencia. Además, esta última rivalidad enfrenta a los equipos chicos más ganadores, por lo que el Clásico de la Villa ha quedado relegado a un tercer lugar en relevancia para la prensa deportiva oriental.
Por el Campeonato Uruguayo de Primera División han disputado 106 partidos; Cerro ganó 41, Rampla ganó 34 y empataron 31 veces. 
De esos 106 encuentros, 100 se desarrollaron en la era profesional (40 victorias de Cerro, 30 triunfos de Rampla y 30 empates) y 6 en la era amateur (4 victorias de Rampla, un triunfo de Cerro y un empate).
Por el Campeonato Uruguayo de Segunda División se jugaron 8 partidos; Cerro ganó 3, Rampla ganó 2 y empataron en 3 oportunidades.
En cuanto a partidos oficiales por toda competición, son 137 los encuentros disputados, teniendo Cerro un saldo a favor de +9 frente a Rampla; 53 triunfos albicelestes, 44 victorias rojiverdes y 40 empates.

## Historia
Dentro del Cerro de Montevideo, el fanatismo por cerrenses y picapiedras se vive con mucha rivalidad. La misma nace con la mudanza de los rojiverdes (nacidos en la Aduana de la Ciudad Vieja) al Cerro en 1919 y el posterior surgimiento –en reacción localista– de los albicelestes en 1922, como miembros de la disidente y recién fundada Federación Uruguaya de Football.

Partido de alto riesgo entre Rampla y Cerro, en el que el Picapiedra fue local en el Gran Parque Central.

Las sedes sociales de los equipos en cuestión se ubican ambas en la calle Grecia de la Villa del Cerro, a pocos metros de distancia (Grecia 3514 la de Rampla, Grecia 3580 la de Cerro). Las canchas, por otra parte, están bastante más alejadas; el estadio de Rampla se encuentra contra la Bahía de Montevideo, en la calle Turquía del mencionado barrio, mientras que el Club Atlético Cerro tiene su actual estadio en las afueras de la localidad, por el barrio Cerro Norte, generándose una atmósfera muy especial en toda la zona los días de partido clásico. El pequeño El Tobogán, también ubicado en los límites del Cerro montevideano, no es la excepción, y la mayoría de sus habitantes son hinchas albicelestes por la cercanía del estadio al barrio (se encuentra detrás de la tribuna Paraguay), aunque también hay hinchas ramplenses. Además de esto, ambos equipos poseen un fuerte arraigo en gran parte de la zona oeste de Montevideo, en barrios como Casabó, Paso de la Arena y Pajas Blancas, etc., además de los ya mencionados barrios que integran el Cerro de Montevideo.
El primer clásico se disputó un 24 de abril de 1927, en el Parque Santa Rosa (estadio correspondiente a Cerro por aquel entonces), saldándose con una victoria para el equipo visitante con un marcador de 0-2. El partido fue correspondiente al Campeonato Uruguayo de Fútbol 1927, torneo que a la postre consagró campeón al conjunto Ramplense, otorgándole así su único título de primera división, en la época en que aún no se había instaurado el profesionalismo en Uruguay.

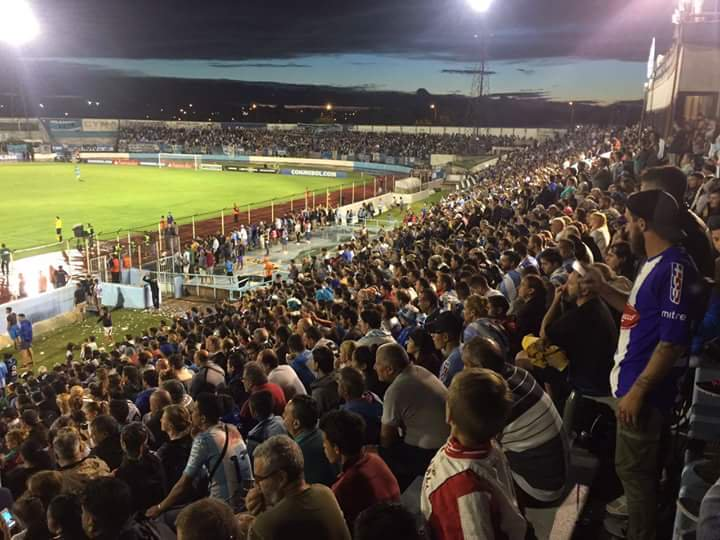
Cerro acostumbra ser local en su estadio Luis Tróccoli.

Este clásico no pudo ser disputado en varias oportunidades debido a que los equipos en cuestión no siempre coinciden en la misma divisional. Rampla Juniors militó durante muchos años en la Segunda División Profesional después de su segundo descenso. El primero había acontecido en el año 1943, habiendo coexistido ambos equipos de la Villa —en el año 1944— en la segunda división; en aquella ocasión Rampla retornó a Primera a la temporada siguiente. Pero con su segunda relegación de categoría en el año 1970, volvería a la primera división en la posterior década —en 1981—; nuevamente desciende en 1987, volviendo a Primera en 1993; baja a la segunda división otra vez en 1999, recuperando la primera categoría en 2005; vuelve a descender en 2012, retornando a primera división en 2014; desciende en el año 2015 para ascender el año siguiente, y desciende nuevamente en el año 2019, consumándose su séptimo descenso. Por su parte, el Club Atlético Cerro tras su debut en la primera división profesional en 1947, descendió en tres oportunidades: temporadas 1997, 2005-06 y 2020. En las dos primeras incidió una quita de puntos debido a incidentes protagonizados por miembros de su hinchada, ascendiendo en ambas ocasiones a la temporada siguiente. 
En el año 2021 se encontraron por segunda vez en la "B" (con un triunfo para cada equipo) y, no habiendo logrado el ascenso ninguna de las dos instituciones, en la temporada 2022 lo hicieron nuevamente en dicha categoría. El 2022 los enfrentó en cuatro oportunidades: en dos ocasiones por la Fase Regular del campeonato, ganando Cerro el partido de la primera vuelta (1:0) y empatando el de la segunda (2:2); y además en las finales de los play-offs por el tercer ascenso, consiguiendo los albicelestes la promoción de categoría tras vencer a su clásico rival 0:1 el partido de ida y empatar 0:0 el partido de vuelta.

### Actualidad
Desde principios de los años 1990 el nivel de violencia en todo el fútbol uruguayo fue creciendo, no siendo esquiva en el Clásico de la Villa, y por este motivo el partido ha salido del barrio en muchas ocasiones, ya que la Policía no les ha permitido usar sus respectivos estadios a los equipos (el Estadio Olímpico Pedro Arispe de Rampla Juniors y el Estadio Luis Tróccoli de Cerro); disputándose muchas veces en el Estadio Centenario, por motivos de seguridad.
Desde el año 2012 se han dejado de disputar clásicos de la villa en el Estadio Centenario, volviendo a ejercer ambos equipos la localía en sus respectivos recintos.

## Enfrentamientos
| 24-04-1927 | Cerro          | 0:2 | Rampla Juniors | Campeonato 1927                      | Parque Santa Rosa       |            |
| 23-10-1927 | Rampla Juniors | 4:1 | Cerro          | Campeonato 1927                      | Parque Nelson           |            |
| 03-06-1928 | Cerro          | 0:0 | Rampla Juniors | Campeonato 1928                      | Parque Santa Rosa       |            |
| 18-11-1928 | Rampla Juniors | 0:1 | Cerro          | Campeonato 1928                      | Parque Nelson           |            |
| 06-10-1929 | Cerro          | 1:3 | Rampla Juniors | Campeonato 1929                      | Parque Nelson           |            |
| 21-09-1930 | Rampla Juniors | 4:1 | Cerro          | Campeonato 1929                      | Parque Nelson           |            |
| 16-07-1944 | Cerro          | 1:2 | Rampla Juniors | Campeonato "Copa Brasil" 1944        | Parque Santa Rosa       |            |
| 08-10-1944 | Rampla Juniors | 6:2 | Cerro          | Campeonato "B" 1944                  | Parque Nelson           |            |
| 26-11-1944 | Cerro          | 1:1 | Rampla Juniors | Campeonato "B" 1944                  | Parque Nelson           |            |
| 01-06-1947 | Rampla Juniors | 1:1 | Cerro          | Torneo Competencia 1947              | Parque Nelson           |            |
| 31-08-1947 | Rampla Juniors | 1:1 | Cerro          | Campeonato 1947                      | Parque Santa Rosa       |            |
| 19-10-1947 | Rampla Juniors | 1:0 | Cerro          | Campeonato 1947                      | Parque Nelson           |            |
| 16-05-1948 | Rampla Juniors | 2:2 | Cerro          | Torneo Competencia 1948              | Parque Nelson           |            |
| 01-08-1948 | Rampla Juniors | 3:0 | Cerro          | Campeonato 1948                      | Parque Nelson           |            |
| 10-07-1949 | Rampla Juniors | 0:1 | Cerro          | Torneo Competencia 1949              | Parque Nelson           |            |
| 25-09-1949 | Rampla Juniors | 1:0 | Cerro          | Campeonato 1949                      | Parque Nelson           |            |
| 04-12-1949 | Cerro          | 1:1 | Rampla Juniors | Campeonato 1949                      | Parque Viera            |            |
| 23-07-1950 | Cerro          | 2:2 | Rampla Juniors | Torneo Competencia 1950              | Parque Santa Rosa       |            |
| 10-09-1950 | Rampla Juniors | 3:1 | Cerro          | Campeonato 1950                      | Parque Nelson           |            |
| 03-12-1950 | Cerro          | 1:2 | Rampla Juniors | Campeonato 1950                      | Parque Santa Rosa       |            |
| 10-06-1951 | Rampla Juniors | 0:1 | Cerro          | Torneo Competencia 1951              | Parque Nelson           |            |
| 19-08-1951 | Rampla Juniors | 3:1 | Cerro          | Campeonato 1951                      | Parque Nelson           |            |
| 20-01-1952 | Cerro          | 2:2 | Rampla Juniors | Campeonato 1951                      | Parque Santa Rosa       |            |
| 08-06-1952 | Cerro          | 2:1 | Rampla Juniors | Torneo Competencia 1952              | Gran Parque Central     |            |
| 05-10-1952 | Rampla Juniors | 1:1 | Cerro          | Campeonato 1952                      | Parque Nelson           |            |
| 14-12-1952 | Cerro          | 1:1 | Rampla Juniors | Campeonato 1952                      | Parque Santa Rosa       |            |
| 21-06-1953 | Rampla Juniors | 2:1 | Cerro          | Torneo Competencia 1953              | Parque Nelson           |            |
| 25-10-1953 | Cerro          | 2:1 | Rampla Juniors | Campeonato 1953                      | Estadio Belvedere       |            |
| 03-01-1954 | Rampla Juniors | 1:0 | Cerro          | Campeonato 1953                      | Parque Nelson           |            |
| 19-09-1954 | Cerro          | 0:2 | Rampla Juniors | Campeonato 1954                      | Estadio Belvedere       |            |
| 21-11-1954 | Rampla Juniors | 0:1 | Cerro          | Campeonato 1954                      | Parque Nelson           |            |
| 19-06-1955 | Rampla Juniors | 2:1 | Cerro          | Torneo Competencia 1955              | Parque Nelson           |            |
| 01-08-1955 | Rampla Juniors | 1:1 | Cerro          | Campeonato 1955                      | Parque Nelson           |            |
| 06-11-1955 | Cerro          | 3:0 | Rampla Juniors | Campeonato 1955                      | Estadio Belvedere       |            |
| 10-06-1956 | Cerro          | 3:0 | Rampla Juniors | Torneo Competencia 1956              | Parque Roberto          |            |
| 02-09-1956 | Rampla Juniors | 0:2 | Cerro          | Campeonato 1956                      | Parque Nelson           |            |
| 11-11-1956 | Cerro          | 5:2 | Rampla Juniors | Campeonato 1956                      | Parque Nelson           |            |
| 26-05-1957 | Rampla Juniors | 3:2 | Cerro          | Torneo Competencia 1957              | Parque Nelson           |            |
| 29-09-1957 | Rampla Juniors | 0:0 | Cerro          | Campeonato 1957                      | Parque Nelson           |            |
| 01-12-1957 | Cerro          | 7:4 | Rampla Juniors | Campeonato 1957                      | Parque Viera            |            |
| 18-05-1958 | Cerro          | 4:1 | Rampla Juniors | Torneo Competencia 1958              | Estadio Belvedere       |            |
| 07-09-1958 | Rampla Juniors | 1:0 | Cerro          | Campeonato 1958                      | Estadio Belvedere       |            |
| 23-11-1958 | Cerro          | 0:0 | Rampla Juniors | Campeonato 1958                      | Parque Viera            |            |
| 07-06-1959 | Cerro          | 1:3 | Rampla Juniors | Torneo Competencia 1959              | Estadio Belvedere       |            |
| 23-08-1959 | Rampla Juniors | 4:0 | Cerro          | Campeonato 1959                      | Parque Nelson           |            |
| 25-10-1959 | Cerro          | 1:0 | Rampla Juniors | Campeonato 1959                      | Gran Parque Central     |            |
| 04-06-1960 | Cerro          | 2:2 | Rampla Juniors | Copa Artigas 1960                    | Parque Viera            |            |
| 04-09-1960 | Cerro          | 3:1 | Rampla Juniors | Campeonato 1960                      | Parque Viera            |            |
| 06-11-1960 | Rampla Juniors | 0:4 | Cerro          | Campeonato 1960                      | Parque Nelson           |            |
| 11-06-1961 | Cerro          | 2:1 | Rampla Juniors | Torneo Competencia 1961              | Estadio Belvedere       |            |
| 24-09-1961 | Cerro          | 3:4 | Rampla Juniors | Campeonato 1961                      | Estadio Belvedere       |            |
| 26-11-1961 | Rampla Juniors | 1:1 | Cerro          | Campeonato 1961                      | Parque Nelson           |            |
| 13-05-1962 | Rampla Juniors | 1:2 | Cerro          | Torneo Competencia 1962              | Parque Nelson           |            |
| 21-10-1962 | Cerro          | 0:2 | Rampla Juniors | Campeonato 1962                      | Gran Parque Central     |            |
| 30-12-1962 | Rampla Juniors | 1:1 | Cerro          | Campeonato 1962                      | Parque Nelson           |            |
| 21-07-1963 | Rampla Juniors | 4:1 | Cerro          | Torneo Competencia 1963              | Parque Nelson           |            |
| 10-09-1963 | Rampla Juniors | 2:1 | Cerro          | Campeonato 1963                      | Parque Nelson           |            |
| 10-11-1963 | Cerro          | 1:2 | Rampla Juniors | Campeonato 1963                      | Parque Roberto          |            |
| 03-05-1964 | Rampla Juniors | 5:1 | Cerro          | Torneo Competencia 1964              | Parque Nelson           |            |
| 15-08-1964 | Rampla Juniors | 0:0 | Cerro          | Campeonato "Relámpago" 1964          | Centenario              | [ nota 2 ] |
| 06-09-1964 | Rampla Juniors | 1:1 | Cerro          | Campeonato 1964                      | Parque Nelson           |            |
| 08-11-1964 | Cerro          | 2:2 | Rampla Juniors | Campeonato 1964                      | Luis Tróccoli           |            |
| 05-09-1965 | Cerro          | 2:2 | Rampla Juniors | Campeonato 1965                      | Luis Tróccoli           |            |
| 07-11-1965 | Rampla Juniors | 0:1 | Cerro          | Campeonato 1965                      | Luis Tróccoli           |            |
| 09-10-1966 | Cerro          | 0:0 | Rampla Juniors | Campeonato 1966                      | Luis Tróccoli           |            |
| 18-12-1966 | Rampla Juniors | 2:4 | Cerro          | Campeonato 1966                      | Parque Nelson           |            |
| 16-04-1967 | Cerro          | 4:1 | Rampla Juniors | Torneo Competencia 1967              | Luis Tróccoli           |            |
| 06-08-1967 | Cerro          | 1:0 | Rampla Juniors | Campeonato 1967                      | Luis Tróccoli           |            |
| 08-10-1967 | Rampla Juniors | 3:2 | Cerro          | Campeonato 1967                      | Parque Nelson           |            |
| 13-04-1968 | Rampla Juniors | 0:0 | Cerro          | Campeonato "Especial" 1968           | Parque Nelson           |            |
| 23-06-1968 | Cerro          | 0:1 | Rampla Juniors | Campeonato "9 de junio de 1924" 1968 | Parque Saroldi          |            |
| 15-09-1968 | Rampla Juniors | 1:0 | Cerro          | Campeonato 1968                      | Parque Nelson           |            |
| 08-12-1968 | Cerro          | 0:1 | Rampla Juniors | Campeonato 1968                      | Luis Tróccoli           |            |
| 03-09-1969 | Cerro          | 1:0 | Rampla Juniors | Campeonato 1969                      | Luis Tróccoli           |            |
| 22-10-1969 | Rampla Juniors | 1:1 | Cerro          | Campeonato 1969                      | Parque Nelson           |            |
| 19-07-1970 | Rampla Juniors | 0:2 | Cerro          | Campeonato 1970                      | Parque Nelson           |            |
| 27-09-1970 | Cerro          | 0:0 | Rampla Juniors | Campeonato 1970                      | Luis Tróccoli           |            |
| 03-05-1981 | Cerro          | 2:0 | Rampla Juniors | Campeonato 1981                      | Luis Tróccoli           |            |
| 07-11-1981 | Rampla Juniors | 0:3 | Cerro          | Campeonato 1981                      | Olímpico                |            |
| 11-04-1982 | Cerro          | 1:1 | Rampla Juniors | Torneo "Copa de Oro" 1982            | Luis Tróccoli           |            |
| 18-07-1982 | Cerro          | 0:1 | Rampla Juniors | Campeonato 1982                      | Luis Tróccoli           |            |
| 17-10-1982 | Rampla Juniors | 3:2 | Cerro          | Campeonato 1982                      | Olímpico                |            |
| 27-03-1983 | Cerro          | 1:1 | Rampla Juniors | Campeonato "Estadio Centenario" 1983 | Luis Tróccoli           |            |
| 13-06-1983 | Rampla Juniors | 1:1 | Cerro          | Campeonato 1983                      | Olímpico                |            |
| 11-09-1983 | Cerro          | 1:1 | Rampla Juniors | Campeonato "Prensa Deportiva" 1983   | Centenario              | [ nota 3 ] |
| 30-10-1983 | Cerro          | 0:1 | Rampla Juniors | Campeonato 1983                      | Luis Tróccoli           |            |
| 20-05-1984 | Rampla Juniors | 1:1 | Cerro          | Campeonato 1984                      | Olímpico                |            |
| 16-09-1984 | Cerro          | 0:0 | Rampla Juniors | Campeonato 1984                      | Luis Tróccoli           |            |
| 30-04-1985 | Rampla Juniors | 1:1 | Cerro          | Torneo Competencia 1985              | Parque Abraham Paladino | [ nota 4 ] |
| 28-07-1985 | Rampla Juniors | 0:1 | Cerro          | Campeonato 1985                      | Olímpico                |            |
| 18-08-1985 | Rampla Juniors | 0:0 | Cerro          | Campeonato "Receso" 1985             | Olímpico                | [ nota 5 ] |
| 20-11-1985 | Cerro          | 0:0 | Rampla Juniors | Campeonato 1985                      | Luis Tróccoli           |            |
| 18-01-1986 | Cerro          | 0:0 | Rampla Juniors | Liguilla 1985                        | Centenario              |            |
| 04-05-1986 | Cerro          | 1:0 | Rampla Juniors | Torneo Competencia 1986              | Luis Tróccoli           |            |
| 27-07-1986 | Rampla Juniors | 1:0 | Cerro          | Campeonato 1986                      | Olímpico                |            |
| 12-11-1986 | Cerro          | 1:0 | Rampla Juniors | Campeonato 1986                      | Luis Tróccoli           |            |
| 31-05-1987 | Rampla Juniors | 1:1 | Cerro          | Torneo Competencia 1987              | Olímpico                |            |
| 09-08-1987 | Rampla Juniors | 0:0 | Cerro          | Campeonato 1987                      | Olímpico                |            |
| 01-11-1987 | Cerro          | 2:1 | Rampla Juniors | Campeonato 1987                      | Luis Tróccoli           |            |
| 20-03-1993 | Rampla Juniors | 0:0 | Cerro          | Campeonato "Copa Noroeste" 1993      | Parque Abraham Paladino | [ nota 6 ] |
| 18-04-1993 | Cerro          | 3:0 | Rampla Juniors | Campeonato 1993                      | Luis Tróccoli           |            |
| 18-07-1993 | Rampla Juniors | 1:2 | Cerro          | Campeonato 1993                      | Luis Franzini           |            |
| 12-06-1994 | Rampla Juniors | 0:3 | Cerro          | Campeonato 1994                      | Olímpico                |            |
| 08-10-1994 | Cerro          | 2:0 | Rampla Juniors | Campeonato 1994                      | Luis Tróccoli           |            |
| 14-05-1995 | Rampla Juniors | 0:4 | Cerro          | Campeonato 1995                      | Luis Franzini           |            |
| 03-09-1995 | Cerro          | 1:3 | Rampla Juniors | Campeonato 1995                      | Luis Tróccoli           |            |
| 30-06-1996 | Cerro          | 1:0 | Rampla Juniors | Campeonato 1996                      | Centenario              |            |
| 29-09-1996 | Rampla Juniors | 2:1 | Cerro          | Campeonato 1996                      | Centenario              |            |
| 20-04-1997 | Rampla Juniors | 2:1 | Cerro          | Campeonato 1997                      | Parque Viera            |            |
| 21-09-1997 | Cerro          | 2:1 | Rampla Juniors | Campeonato 1997                      | Luis Franzini           |            |
| 08-05-1999 | Rampla Juniors | 0:1 | Cerro          | Campeonato 1999                      | Centenario              |            |
| 21-09-1999 | Cerro          | 2:4 | Rampla Juniors | Campeonato 1999                      | Centenario              |            |
| 03-04-2005 | Rampla Juniors | 2:1 | Cerro          | Campeonato 2005                      | Centenario              |            |
| 11-09-2005 | Cerro          | 2:1 | Rampla Juniors | Campeonato 2005-06                   | Luis Tróccoli           |            |
| 05-03-2006 | Cerro          | 5:0 | Rampla Juniors | Campeonato 2005-06                   | Centenario              |            |
| 02-12-2007 | Rampla Juniors | 1:1 | Cerro          | Campeonato 2007-08                   | Gran Parque Central     |            |
| 18-05-2008 | Cerro          | 0:1 | Rampla Juniors | Campeonato 2007-08                   | Luis Tróccoli           |            |
| 28-09-2008 | Rampla Juniors | 0:3 | Cerro          | Campeonato 2008-09                   | Olímpico                |            |
| 22-03-2009 | Cerro          | 3:2 | Rampla Juniors | Campeonato 2008-09                   | Luis Tróccoli           |            |
| 23-08-2009 | Cerro          | 1:1 | Rampla Juniors | Campeonato 2009-10                   | Centenario              |            |
| 24-01-2010 | Rampla Juniors | 2:2 | Cerro          | Campeonato 2009-10                   | Centenario              |            |
| 19-09-2010 | Rampla Juniors | 0:0 | Cerro          | Campeonato 2010-11                   | Olímpico                |            |
| 26-02-2011 | Cerro          | 1:1 | Rampla Juniors | Campeonato 2010-11                   | Luis Tróccoli           |            |
| 21-08-2011 | Rampla Juniors | 0:1 | Cerro          | Campeonato 2011-12                   | Centenario              |            |
| 26-02-2012 | Cerro          | 0:0 | Rampla Juniors | Campeonato 2011-12                   | Luis Tróccoli           |            |
| 08-11-2014 | Rampla Juniors | 1:2 | Cerro          | Campeonato 2014-15                   | Olímpico                |            |
| 17-05-2015 | Cerro          | 2:0 | Rampla Juniors | Campeonato 2014-15                   | Luis Tróccoli           |            |
| 26-11-2016 | Cerro          | 0:0 | Rampla Juniors | Campeonato 2016                      | Luis Tróccoli           |            |
| 14-05-2017 | Cerro          | 1:2 | Rampla Juniors | Campeonato 2017                      | Luis Tróccoli           |            |
| 02-12-2017 | Rampla Juniors | 0:1 | Cerro          | Campeonato 2017                      | Olímpico                |            |
| 06-05-2018 | Cerro          | 2:0 | Rampla Juniors | Campeonato 2018                      | Luis Tróccoli           |            |
| 10-05-2018 | Rampla Juniors | 0:1 | Cerro          | Torneo Intermedio 2018               | Olímpico                |            |
| 04-11-2018 | Rampla Juniors | 2:2 | Cerro          | Campeonato 2018                      | Olímpico                |            |
| 11-05-2019 | Rampla Juniors | 2:0 | Cerro          | Campeonato 2019                      | Olímpico                |            |
| 21-07-2019 | Rampla Juniors | 0:1 | Cerro          | Torneo Intermedio 2019               | Olímpico                |            |
| 16-11-2019 | Cerro          | 0:1 | Rampla Juniors | Campeonato 2019                      | Luis Tróccoli           |            |
| 31-07-2021 | Rampla Juniors | 0:1 | Cerro          | Campeonato "B" 2021                  | Charrúa                 |            |
| 10-11-2021 | Cerro          | 1:2 | Rampla Juniors | Campeonato "B" 2021                  | Charrúa                 |            |
| 12-06-2022 | Cerro          | 1:0 | Rampla Juniors | Campeonato "B" 2022                  | Luis Tróccoli           |            |
| 03-09-2022 | Rampla Juniors | 2:2 | Cerro          | Campeonato "B" 2022                  | Olímpico                |            |
| 16-10-2022 | Rampla Juniors | 0:1 | Cerro          | Play-offs "B" 2022                   | Parque Viera            |            |
| 22-10-2022 | Cerro          | 0:0 | Rampla Juniors | Play-offs "B" 2022                   | Parque Viera            |            |
| 07-04-2024 | Cerro          | 3:0 | Rampla Juniors | Campeonato 2024                      | Luis Tróccoli           |            |
| 28-07-2024 | Cerro          | 4:1 | Rampla Juniors | Torneo Intermedio 2024               | Luis Tróccoli           |            |
| 12-10-2024 | Rampla Juniors | 1:1 | Cerro          | Campeonato 2024                      | Olímpico                |            |

Datos actualizados al 12 de octubre de 2024.

## Historial de partidos
| Torneo                    | PJ  | GR | E  | GC | GolR | GolC |
| ------------------------- | --- | -- | -- | -- | ---- | ---- |
| Primera División          | 106 | 34 | 31 | 41 | 117  | 142  |
| Torneo Competencia        | 20  | 7  | 4  | 9  | 31   | 34   |
| Liguilla                  | 1   | 0  | 1  | 0  | 0    | 0    |
| Copa Artigas              | 1   | 0  | 1  | 0  | 2    | 2    |
| Copa Brasil               | 1   | 1  | 0  | 0  | 2    | 1    |
| Segunda División          | 8   | 2  | 3  | 3  | 11   | 9    |
| Subtotal oficiales        | 137 | 44 | 40 | 53 | 163  | 188  |
| Otros torneos y amistosos | 8   | 1  | 7  | 0  | 4    | 3    |
| Total                     | 145 | 45 | 47 | 53 | 167  | 191  |

| Datos actualizados al 12 de octubre de 2024. PJ: Partidos jugados, GR: Ganador Rampla, GC: Ganador Cerro, E: Empate GolR: Goles de Rampla, GolC: Goles de Cerro Nota: 1- En el Torneo Competencia 1985 el clásico terminó en empate 1 a 1, pero la victoria fue adjudicada a Rampla Juniors por inhabilitación de un jugador de Cerro. 2- En el Campeonato Relámpago 1964 (Otros torneos y amistosos), luego del empate 0 a 0, Rampla Juniors se llevó la victoria en la tanda de penales por 7 a 6. 3- En el Campeonato Prensa Deportiva 1983 (Otros torneos y amistosos), luego del empate 1 a 1, Cerro se llevó la victoria en la tanda de penales por 4 a 1. 4- En el Campeonato Receso 1985 (Otros torneos y amistosos), luego del empate 0 a 0, Cerro se llevó la victoria en la tanda de penales por 4 a 2. 5- En el Campeonato Copa Noroeste 1993 (Otros torneos y amistosos), luego del empate 0 a 0, Rampla Juniors se llevó la victoria en la definición con remate libre sin barrera desde el centro de la cancha, sin golero y sin pique de la pelota en su trayecto hacia el arco. |

## Récords e hitos

### Mayores goleadas
| Fecha       | Equipo         | - | Resultado | - | Equipo         | Torneo                               |
| ----------- | -------------- | - | --------- | - | -------------- | ------------------------------------ |
| 05 mar 2006 | Cerro          |   | 5:0       |   | Rampla Juniors | C. Uruguayo 2005/2006                |
| 08 oct 1944 | Rampla Juniors |   | 6:2       |   | Cerro          | Segunda División 1944                |
| 03 may 1964 | Rampla Juniors |   | 5:1       |   | Cerro          | Torneo Competencia 1964              |
| 23 ago 1959 | Rampla Juniors |   | 4:0       |   | Cerro          | C. Uruguayo 1959                     |
| 06 nov 1960 | Rampla Juniors |   | 0:4       |   | Cerro          | C. Uruguayo 1960                     |
| 14 may 1995 | Rampla Juniors |   | 0:4       |   | Cerro          | C. Uruguayo 1995                     |
| 01 dic 1957 | Cerro          |   | 7:4       |   | Rampla Juniors | C. Uruguayo 1957                     |
| 11 nov 1956 | Cerro          |   | 5:2       |   | Rampla Juniors | C. Uruguayo 1956                     |
| 23 oct 1927 | Rampla Juniors |   | 4:1       |   | Cerro          | C. Uruguayo 1927                     |
| 21 set 1930 | Rampla Juniors |   | 4:1       |   | Cerro          | C. Uruguayo 1929                     |
| 18 may 1958 | Cerro          |   | 4:1       |   | Rampla Juniors | Torneo Competencia 1958              |
| 21 jul 1963 | Rampla Juniors |   | 4:1       |   | Cerro          | Torneo Competencia 1963              |
| 16 abr 1967 | Cerro          |   | 4:1       |   | Rampla Juniors | Torneo Competencia 1967              |
| 28 jul 2024 | Cerro          |   | 4:1       |   | Rampla Juniors | C. Uruguayo 2024 (torneo Intermedio) |

Nota: 1- Se tienen en cuenta solo los partidos en que el equipo ganador haya marcado al menos cuatro goles y haya logrado al menos una diferencia de tres.
          2- Se indica en color celeste la mayor goleada clásica.

### Máximos goleadores en un mismo partido
| Futbolista           | Equipo | Goles | Fecha       | Resultado | Resultado | Resultado | Torneo          |
| -------------------- | ------ | ----- | ----------- | --------- | --------- | --------- | --------------- |
| Carlos M. Carranza   | Cerro  | 4     | 01 dic 1957 | Cerro     | 7:4       | Rampla    | Campeonato 1957 |
| Manuel Loza          | Rampla | 3     | 01 ago 1948 | Rampla    | 3:0       | Cerro     | Campeonato 1948 |
| Carlos M. Carranza   | Cerro  | 3     | 11 nov 1956 | Cerro     | 5:2       | Rampla    | Campeonato 1956 |
| Félix Pérez          | Rampla | 3     | 23 ago 1959 | Rampla    | 4:0       | Cerro     | Campeonato 1959 |
| Juan O. Pintos       | Cerro  | 3     | 24 set 1961 | Rampla    | 4:3       | Cerro     | Campeonato 1961 |
| Oscar Vallejo Duarte | Rampla | 3     | 21 set 1999 | Rampla    | 4:2       | Cerro     | Campeonato 1999 |

### Máximos goleadores clásicos
| Pos | Nombre             | Goles | Equipo(s)      | Torneo(s)                                       |
| --- | ------------------ | ----- | -------------- | ----------------------------------------------- |
| 1.º | Manuel Loza        | 10    | Rampla Juniors | Campeonato Uruguayo (8), Torneo Competencia (2) |
| 2.º | Carlos M. Carranza | 9     | Cerro          | Campeonato Uruguayo (8), Torneo Competencia (1) |
| 3.º | Juan O. Pintos     | 8     | Cerro          | Campeonato Uruguayo (7), Torneo Competencia (1) |
| 4.º | Rodolfo Pippo      | 7     | Cerro          | Campeonato Uruguayo (4), Torneo Competencia (3) |
| 5.º | Washington Puente  | 6     | Rampla Juniors | Campeonato Uruguayo (4), Torneo Competencia (2) |
| 6.º | Nelson Cancela     | 5     | Cerro          | Campeonato Uruguayo (5)                         |
| 7.º | Angel Omarini      | 5     | Rampla Juniors | Campeonato Uruguayo (3), Torneo Competencia (2) |

Récord: Cerro venció a Rampla dos veces consecutivas en tan solo cuatro días. La primera, el 6 de mayo de 2018, disputando la última fecha del Torneo Apertura (2-0). La segunda, el 10 de mayo, en la primera fecha del Torneo Intermedio de esa misma temporada (0-1).

## Comparación de títulos oficiales (AUF) entre ambas instituciones
Anexo:Títulos oficiales de clubes de fútbol uruguayo
| Competición                                    | Cerro | Rampla |
| ---------------------------------------------- | ----- | ------ |
| Títulos de Primera División                    | 0     | 1      |
| Títulos de Copa Competencia                    | 0     | 0      |
| Títulos de Copa de Honor                       | 0     | 0      |
| Títulos de Torneo Competencia                  | 0     | 2      |
| Títulos de Torneo de Honor                     | 0     | 0      |
| Títulos de Torneo Cuadrangular                 | 0     | 1      |
| Títulos de Torneo Integración                  | 1     | 0      |
| Títulos de Campeonato Nacional General Artigas | 0     | 0      |
| Títulos de Campeonato Presentación             | 1     | 0      |
| Títulos de Liga Mayor                          | 0     | 0      |
| Títulos de Liguilla                            | 1     | 0      |
| Títulos de Torneo de Copa                      | 0     | 1      |
| Subtotal                                       | 3     | 5      |
| Títulos de Segunda División                    | 2     | 4      |
| Total de Títulos Oficiales AUF                 | 5     | 9      |

## Tabla comparativa de datos
Actualizado para la temporada de 2025

-

| Clásico de la Villa                                           |                              |                          |
| ------------------------------------------------------------- | ---------------------------- | ------------------------ |
| Nombre Completo                                               | Rampla Juniors Football Club | Club Atlético Cerro      |
| Fecha de fundación                                            | 7 de enero de 1914           | 1 de diciembre de 1922   |
| Estadio                                                       | Estadio Olímpico             | Monumental Luis Tróccoli |
| Apodo                                                         | Picapiedra                   | Villero                  |
| Temporadas en AUF                                             | 108                          | 97                       |
| en Primera División                                           | 72                           | 78                       |
| en Segunda División                                           | 35                           | 19                       |
| en Tercera División                                           | 1                            | 0                        |
| Categoría actual                                              | Segunda División             | Primera División         |
| Clasificación histórica en Primera División                   | 9.º puesto                   | 8.º puesto               |
| Mejor puesto logrado en Primera División                      | 1.º puesto                   | 2.º puesto               |
| Mayor cantidad de temporadas consecutivas en Primera División | 25                           | 50                       |
| Mayor cantidad de temporadas consecutivas en Segunda División | 10                           | 15                       |
| Descensos a la Segunda División                               | 8                            | 4                        |
| Ascensos a la Primera División                                | 7                            | 4                        |
| Participaciones internacionales                               | 2                            | 5                        |
| Ranking Conmebol                                              | 253.º puesto                 | 176.º puesto             |

## Cronología de ambos clubes
Rampla Juniors Football Club
Club Atlético Cerro

## Últimos diez partidos clásicos
| Fecha       | Torneo                           | Resultado      | Resultado | Resultado      | Goles                                                                                |  |
| 16 nov 2019 | C. Uruguayo 2019 (Clausura)      | Cerro          | 0:1       | Rampla Juniors | Juan Albín 55'                                                                       |  |
| 31 jul 2021 | C. Uruguayo "B" 2021             | Rampla Juniors | 0:1       | Cerro          | Matías Alfonso 14'                                                                   |  |
| 10 nov 2021 | C. Uruguayo "B" 2021             | Cerro          | 1:2       | Rampla Juniors | Emiliano Álvarez 37' — Pablo Pereira 31', Horacio Sequeira 82'                       |  |
| 12 jun 2022 | C. Uruguayo "B" 2022             | Cerro          | 1:0       | Rampla Juniors | José Luis Tancredi 82'                                                               |  |
| 3 sep 2022  | C. Uruguayo "B" 2022             | Rampla Juniors | 2:2       | Cerro          | Diego González 15', Luis Maldonado 80' — Nicolás González 18', 90'+1'                |  |
| 16 oct 2022 | C. Uruguayo "B" 2022 (Play-offs) | Rampla Juniors | 0:1       | Cerro          | Emiliano Sosa 13'                                                                    |  |
| 22 oct 2022 | C. Uruguayo "B" 2022 (Play-offs) | Rampla Juniors | 0:0       | Cerro          |                                                                                      |  |
| 7 abr 2024  | C. Uruguayo (Apertura)           | Cerro          | 3:0       | Rampla Juniors | Ignacio Pereira 5', Mathías Abero 15', Joshuan Berríos 17'                           |  |
| 28 jul 2024 | C. Uruguayo 2024 (Intermedio)    | Cerro          | 4:1       | Rampla Juniors | Alejo Macelli 1', Nicolás González 25', 50', Enrique Femia 66' — Lautaro Rinaldi 52' |  |
| 12 oct 2024 | C. Uruguayo 2024                 | Rampla Juniors | 1:1       | Cerro          | Lautaro Rinaldi 77' — Maximiliano Pérez 8'                                           |  |

Datos actualizados al 12 de octubre de 2024.

### Resumen
- Victorias de Rampla Juniors: 2
- Victorias de Cerro: 5
- Empates: 3
- Goles de Rampla Juniors: 7
- Goles de Cerro: 14
- Goleadores: Nicolás González  (4 goles).
- Mayor racha activa: Cerro (7 partidos).